# Цитоархитектонические поля Бродмана

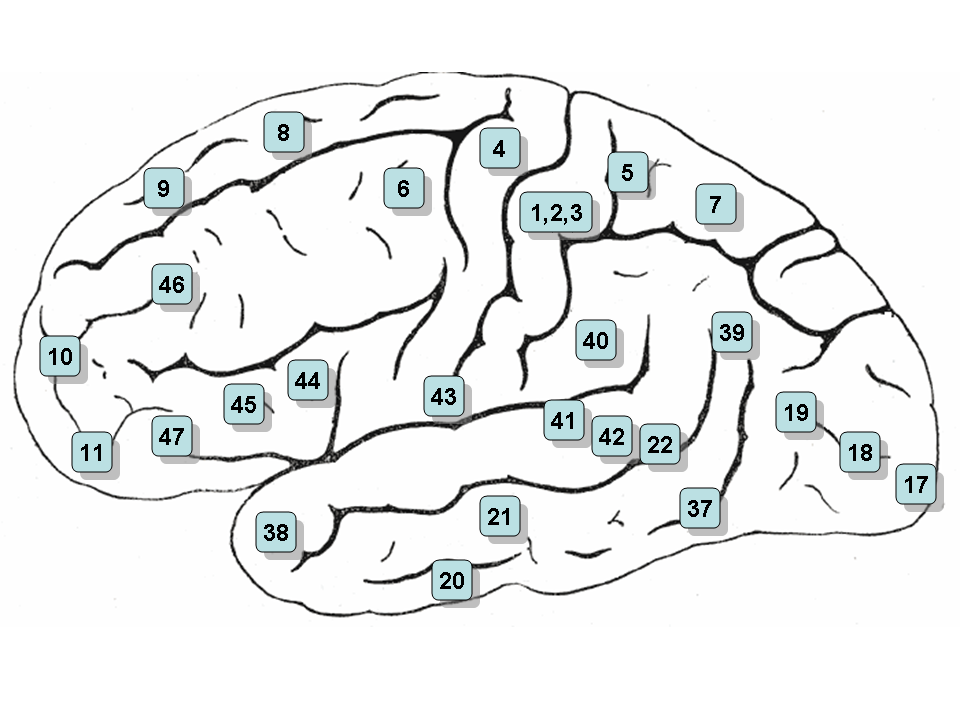
Боковая поверхность мозга с пронумерованными полями Бродмана.

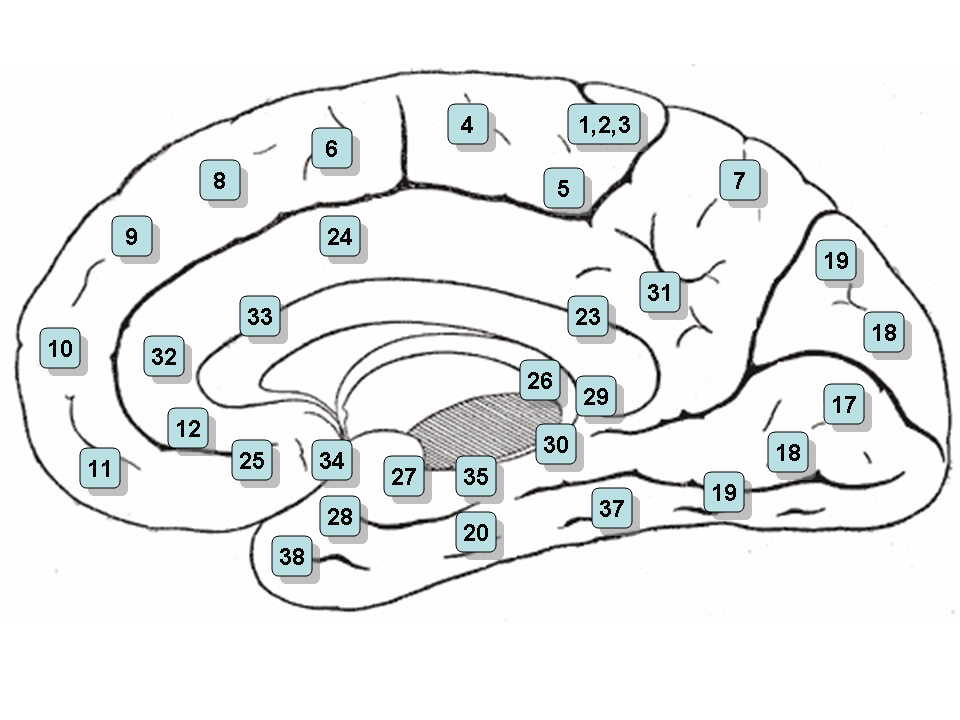
Центральная часть мозга с пронумерованными полями Бродмана.

Поля Бродмана — отделы коры больших полушарий головного мозга, отличающиеся по своей цитоархитектонике (строению на клеточном уровне). Выделяется 52 цитоархитектонических поля Бродмана.
В 1909 году немецкий невролог Корбиниан Бродман опубликовал карты цитоархитектонических полей коры больших полушарий головного мозга. Бродман впервые создал карты коры. Впоследствии Оскар Фогт и его супруга Цецилия Фогт-Мюнье (1919—1920 гг.) с учётом волоконного строения описали в коре головного мозга 150 миелоархитектонических участков. В Институте мозга АМН СССР (ныне — Научный центр неврологии РАМН) И. Н. Филимоновым и С.А. Саркисовым были созданы карты коры головного мозга, включающие 47 цитоархитектонических полей.
Несмотря на критику, поля Бродмана являются самыми известными и наиболее часто цитируемыми при описании нейрональной организации коры головного мозга и её функций.
Отнесение того или иного участка коры к определённому полю основывалось на гистологическом исследовании — окраске по Нисслю (метиленовым синим с последующим отмыванием этанолом, см. вещество Ниссля). Те или иные поля соответствуют участкам мозга, отвечающим за определённые функции.
А. В. Кэмпбелл предложил разделение полей на первичные, вторичные и третичные. Первичные и вторичные поля (ядерная зона анализатора) получают импульсы непосредственно от таламуса, в то время как третичные — только от первичных и вторичных полей. Первичные поля производят специфический анализ импульсов определенной модальности. Вторичные поля осуществляют взаимодействие различных анализаторных зон. Третичные поля играют определяющую роль в сложных видах психической деятельности — символической, речевой, интеллектуальной.

## Поля Бродмана
- Поля 1 и 2, 3 — соматосенсорная область, первичная зона. Находятся в постцентральной извилине. В связи с общностью функций используется термин «поля  1 и 2, 3» (спереди назад)
- Поле 4 — первичная моторная кора. Располагается в пределах прецентральной извилины
- Поле 5 — вторичная соматосенсорная зона. Располагается в пределах верхней теменной дольки
- Поле 6 — премоторная кора и дополнительная моторная кора (вторичная моторная зона). Располагается в передних отделах прецентральной и задних отделах верхней и средней лобной извилин.
- Поле 7 — третичная зона. Расположена в верхних отделах теменной доли между постцентральной извилиной и затылочной долей
- Поле 8 — располагается в задних отделах верхней и средней лобной извилин. Включает в себя центр произвольных движений глаз
- Поле 9 — дорсолатеральная префронтальная кора
- Поле 10 — передняя префронтальная кора
- Поле 11 — обонятельная область
- Поле 12 — область между верхней лобной извилиной и нижней ростральной бороздой
- Поля 13* и 14* - островковая кора
- Поле 15* — передняя височная доля
- Поле 16 — островковая кора
- Поле 17 — ядерная зона зрительного анализатора — зрительная область, первичная зона
- Поле 18 — ядерная зона зрительного анализатора — центр восприятия письменной речи, вторичная зона
- Поле 19 — ядерная зона зрительного анализатора, вторичная зона (оценка значения увиденного)
- Поле 20 — нижняя височная извилина (центр вестибулярного анализатора, распознавание сложных образов)
- Поле 21 — средняя височная извилина (центр вестибулярного анализатора)
- Поле 22 — ядерная зона звукового анализатора
- Поле 23 — вентральная зона задней поясной коры
- Поле 24 — вентральная зона передней поясной коры
- Поле 25 — часть вентромедиальной префронтальной коры
- Поле 26 — эктосплениальная часть ретроспленальной коры
- Поле 27 — паразубикулум
- Поле 28 — проекционные поля и ассоциативная зона обонятельной системы
- Поле 29 — ретросплениальная кора
- Поле 30 — подразделение ретросплениальной коры
- Поле 31 — дорсальная зона задней поясной коры
- Поле 32 — дорсальная зона передней поясной коры
- Поле 33 — часть передней поясной коры
- Поле 34 — дорсальная зона энторинальной коры
- Поле 35 — часть периринальной коры
- Поле 36 — часть периринальной коры
- Поле 37 — Акустико-гностический сенсорный центр речи. Это поле контролирует трудовые процессы речью, ответственно за понимание речи. Центр распознавания лиц.
- Поле 38 —
- Поле 39 — ангулярная извилина, часть зоны Вернике (центр зрительного анализатора письменной речи)
- Поле 40 — краевая извилина, часть зоны Вернике (двигательный анализатор сложных профессиональных, трудовых и бытовых навыков)
- Поле 41 — ядерная зона звукового анализатора, первичная зона
- Поле 42 — ядерная зона звукового анализатора, вторичная зона
- Поле 43 — вкусовая область
- Поле 44 — Центр Брока (вместе с полем 45)
- Поле 45 — триангулярная часть поля Бродмана (Центр Брока (вместе с полем 44))
- Поле 46 — двигательный анализатор сочетанного поворота головы и глаз в разные стороны
- Поле 47 — ядерная зона пения, речедвигательная его составляющая
- Поле 48 —
- Поле 49 —
- Поле 50 —
- Поле 51 —
- Поле 52 — ядерная зона слухового анализатора, которая отвечает за пространственное восприятие звуков и речи

(*) Поля найденные только у приматов